# Sphenotrochus ralphae
Sphenotrochus ralphae är en korallart som beskrevs av Squires 1964. Sphenotrochus ralphae ingår i släktet Sphenotrochus och familjen Turbinoliidae. Inga underarter finns listade i Catalogue of Life.